# Murphy Hill Brook
Murphy Hill Brook – rzeka w stanie Nowy Jork, w hrabstwie Delaware, uchodząca do zbiornika retencyjnego Pepacton Reservoir na wysokości 390 m n.p.m. Zarówno długość cieku, jak i powierzchnia zlewni nie zostały oszacowane przez USGS.